# Broschniw
Broschniw (ukrainisch Брошнів; russisch Брошнев Broschnew, polnisch Broszniów) ist ein Dorf in der westukrainischen Oblast Lwiw mit etwa 1100 Einwohnern.

## Geschichte
Der Ort wurde im Jahre 1515 als Brosznow urkundlich erwähnt. Der besitzanzeigende Ortsname ist vom polnischen Personennamen Bronisław durch die ukrainische Form Брошньо/Брошь abgeleitet.
Das Dorf gehörte zunächst zur Adelsrepublik Polen-Litauen, Woiwodschaft Ruthenien, Lemberger Land. Bei der Ersten Teilung Polens kam das Dorf 1772 zum neuen Königreich Galizien und Lodomerien des habsburgischen Kaiserreichs (ab 1804).

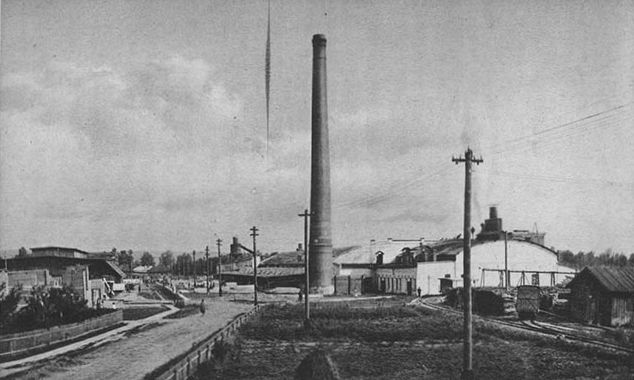
Schneidemühle von I. Ph. Glesinger vor 1935

1880 gab es 617 Einwohner, davon 575 Griechisch-Katholiken, 37 Römisch-Katholiken, 6 Juden. In den 1880er Jahren wurde eine Schneidemühle von Joseph Philipp Glesinger (1838–1909), des Gründers des Neuen jüdischen Friedhofs in Teschen (Österreichisch-Schlesien) in Broszniów eröffnet, der Anfang der neuen Siedlung Osada und heute der Siedlung städtischen Typs Broschniw-Ossada.
Im Jahre 1900 hatte die Gemeinde Broszniów 185 Häuser mit 1167 Einwohnern, davon waren 814 Ruthenischsprachige, 225 Polnischsprachige, 127 Deutschsprachige, 831 waren griechisch-katholisch, 214 römisch-katholisch, 111 jüdischer Religion, 11 anderen Glaubens.
Nach dem Ende des Polnisch-Ukrainischen Kriegs 1919 kam die Gemeinde zu Polen. Im Jahre 1921 hatte sie 233 Häuser mit 1624 Einwohnern, davon waren 896 Ruthenen, 457 Polen, 75 Deutsche, 191 Juden, 5 anderer Nationalität, 916 waren griechisch-katholisch, 438 römisch-katholisch, 47 evangelisch, 223 jüdischer Religion. 1937 es gab in Broszniów eine Predigtstation der evangelischen Gemeinde von Ugartsthal der Evangelischen Kirche A. und H. B. in Kleinpolen.
Zu Beginn des Zweiten Weltkriegs gehörten die Gemeinden nach der sowjetischen Besetzung Ostpolens zunächst zur Sowjetunion und nach dem Überfall der Wehrmacht auf die Sowjetunion ab 1941 zum Generalgouvernement. 1945 kam die Ortschaft wieder zur Ukrainischen SSR innerhalb der Sowjetunion und nach deren Zerfall 1991 zur unabhängigen Ukraine.

## Verwaltungsgliederung
Am 3. August 2018 wurde das Dorf ein Teil der neu gegründeten Siedlungsgemeinde Broschniw-Ossada im Rajon Roschnjatiw, bis dahin bildete es die gleichnamige Landratsgemeinde Broschniw (Брошнівська сільська рада/Broschniwska silska rada) im Norden des Rajons.
Am 17. Juli 2020 wurde der Ort Teil des Rajons Kalusch.